# Primadonna (cântec)
"Primadonna" este o melodie al artistei Marina and the Diamonds de pe al doilea album al ei Electra Heart (2012). A fost lansat in 20 martie 2012 ca primul single al albumului,  a fost un succes international, intrand in top-ul cinci in Austria, Irlanda si Noua Zelandă

## Videoclipul
Videoclipul a fost regizat de Casper Balslev și filmat în Copenhaga.  Face a patra parte a seriei Electra Heart, pentru care, de asemenea, a fost regizat de Balslev videoclipurile pentru partea 1 ("Fear and Loathing") și partea 2 ("Radioactive"). Videoclipul a avut premiera pe data de 12/03/2012, în aceeași a fost lansat la statile de radio din Marea Britanie. Două zile înainte de lansarea videoclipului, Diamandis a lansat o mica parte al videoclipului.

## Lista pieselor
| - UK CD single 1. "Primadonna" – 3:41 2. "Primadonna" (Kat Krazy Remix) – 3:39 3. "Primadonna" (Walden Remix) – 6:21 4. "Primadonna" (Burns Remix) – 4:29 - Digital EP (remixes) 1. "Primadonna" – 3:41 2. "Primadonna" (Benny Benassi Remix) – 7:05 3. "Primadonna" (Riva Starr Remix) – 5:45 4. "Primadonna" (Burns Remix) – 4:29 5. "Primadonna" (Evian Christ Remix) – 3:44 | - US digital EP (remixes) 1. "Primadonna" (Walden Remix) – 6:20 2. "Primadonna" (Benny Benassi Remix) – 7:05 3. "Primadonna" (Kat Krazy Remix) – 4:52 4. "Primadonna" (Burns Remix) – 4:29 5. "Primadonna" (Evian Christ Remix) – 3:44 6. "Primadonna" (Riva Starr Remix) – 5:45 7. "Primadonna" (Until the Ribbon Breaks Remix) – 3:47 - German CD single and digital download 1. "Primadonna" – 3:41 2. "Primadonna" (Benny Benassi Remix) – 7:05 |

## Clasamente
| Clasament (2012)                       | Poziție maximă |
| -------------------------------------- | -------------- |
| Australia (ARIA)                       | 21             |
| Austria (Ö3)                           | 3              |
| Croația (HRT)                          | 15             |
| Danemarca (Tracklisten)                | 12             |
| Uniunea Europeană (Euro Digital Songs) | 12             |
| Germania (German Charts)               | 18             |
| Ungaria (Rádiós Top)                   | 14             |
| Irlanda (IRMA)                         | 3              |
| Țările de Jos (Top 100)                | 95             |
| Noua Zeelandă (Muzic NZ)               | 4              |
| Scoția (Official Charts Company)       | 9              |
| Slovenia (Rádio Top 100)               | 10             |
| Elveția (Schweizer Hitaparade)         | 16             |
| Regatul Unit (UK Singles)              | 11             |

## Certificate
| Țara          | Companie | Certificații (vânzări) |
| ------------- | -------- | ---------------------- |
| Australia     | (ARIA)   | 70,000                 |
| Danemarca     | (IFPI)   | 30,000                 |
| Noua Zeelandă | (RMNZ)   | 15,000                 |
| Regatul Unit  | (BPI)    | 200,000                |

Note
- reprezintă „disc de argint”;
- reprezintă „disc de platină”;

## Referențe
1. ↑  „Marina And The Diamonds debut new single 'Primadonna' online – listen”. NME. Time Inc. UK. 13 martie 2013. Accesat în 17 mai 2013.
2. ↑  Thanh (19 iunie 2012). „Video Remake of Marina and the Diamond's "Primadonna" Featured on Perez Hilton”. Elektra Records. Arhivat din original în 11 ianuarie 2014. Accesat în 17 mai 2013.
3. ↑  Knight, David (14 martie 2012). „Marina and the Diamonds 'Prima Donna' by Casper Balslev”. Promo News. Arhivat din original la 1 septembrie 2017. Accesat în 12 aprilie 2015.
4. ↑  Corner, Lewis (12 martie 2012). „Marina and the Diamonds premieres 'Primadonna' music video”. Digital Spy. Arhivat din original la 24 septembrie 2015. Accesat în 13 aprilie 2012.
5. ↑  „Watch the trailer for Marina & The Diamonds' new single 'Primadonna' – video”. NME. Time Inc. UK. 10 martie 2012. Accesat în 13 aprilie 2012.